# Matachewan
Matachewan es un municipio canadiense situado en la provincia de Ontario.

## Superficie
Matachewan tiene una superficie de 539,56 km².

## Demografía
En 2021, tenía 268 habitantes, una densidad poblacional de 0,5 hab./km², y 202 viviendas.